# Afrocarpus dawei
Afrocarpus dawei — вид хвойних рослин родини подокарпових.

## Етимологія
Видовий епітет вшановує Морлі Томаса Дейва (1880—1943), ботаніка, який зібрав типовий зразок. 

## Поширення, екологія
Країни поширення: Демократична Республіка Конго, Танзанія, Уганда. Росте при 1100—1200 м над рівнем моря в сезонно затоплених лісів, що стоять на алювіальних ґрунтах вздовж річок на схід і південь від озера Вікторія. Часто росте разом з Baikiaea minor і Mimusops.

## Морфологія
Дерева до 30 м у висоту і 100 см діаметром, з довгим без гілок стовбуром і невеликою, плоскою вершиною крони. Кора темно-коричнева сивіє з віком, утворюючи невеликі пластини при лущенні. Молодих дерев листки в основному супротивні, лінійно-ланцетні, до 17 см × 4–8 мм, звужуються, слабо загострені. Дорослих дерев листки більш дрібні; 3–5 см × 2–4 мм, розташовані по спіралі, сіро-зелені, зовнішня чверть довжини листка звужується до гострої вершини. Пилкові шишки сережкоподібні, 10–20 × 2,5–3,5 мм, мікроспорофіли спірально розташовані, кожен з двома кулястими пилковими мішками. Шишки складаються з одної насінини повністю обнесеною кулястою м'ясистою оболонкою діаметром 23–30 мм, зелені, дозрівши — жовті. Насіння яйцеподібне, 12–15 × 16–21 мм.

## Використання
Деревина цього виду, яка може рости високою, прямою, без гілок, є цінною для будівництва та столярних робіт, і дерева вирубуються попри сезонну важкодоступність. Деревина не експортується і використовується на місцевому чи регіональному рівні. Вид не відомий в культурі.

## Загрози та охорона
Великі дерева часто стають мішенню вирубок. Три місця зростання знаходяться в охоронних районах: англ. Minziro Forest Reserve та англ. Biharamulo Game Reserve в Танзанії і англ. Bwindi Impenetrable National Park в Уганді.